# Old Man’s Child
Old Man’s Child — норвежская блэк-метал-группа из города Осло. Группа является детищем норвежского музыканта Гальдера, который является единственным постоянным участником группы.

## История
Old Man’s Child была основана в Осло в 1993 году Гальдером, Джардаром и Тьодальвом. В 1994 году группа подписала контракт с норвежским лейблом Hot Records. В 1996 году, выпустив свой первый полноформатный альбом Born of the Flickering, они подписали контракт с Century Media. После выхода альбомов The Pagan Prosperity и Ill-Natured Spiritual Invasion на Century Media, группа отправилась в тур. Old Man’s Child редко гастролировали из-за постоянной смены состава на протяжении многих лет. В 2000 году Гальдер отправился играть в Dimmu Borgir, однако не прекратил работу с Old Man’s Child. С годами Old Man’s Child превратилась в группу одного человека с участием сессионных участников на альбомах. В том же 2000 году вышел альбом Revelation 666 — The Curse of Damnation. В 2002 году Гальдер, Джардар и барабанщик Dimmu Borgir Николас Баркер собрались вместе для записи альбома In Defiance of Existence, который вышел в 2003 году. Шестой студийный альбом, Vermin, был выпущен в 2005 году. В июле 2008 года Old Man’s Child объявили о записи седьмого студийного альбома Slaves of the World. Он был выпущен в 2009 году. В 2020 году Гальдер объявил, что новый альбом находится в процессе создания.

## Дискография

### Студийные альбомы
- Born of the Flickering (1996)
- The Pagan Prosperity (1997)
- Ill-Natured Spiritual Invasion (1998)
- Revelation 666 — The Curse of Damnation (2000)
- In Defiance of Existence (2003)
- Vermin (2005)
- Slaves of the World (2009)

### Сборники
- The Historical Plague (2003)

### Демо
- In the Shades of Life (1994)

### Сплиты
- Sons of Satan Gather for Attack (с Dimmu Borgir, 1999)

## Состав

### Нынешний состав
- Гальдер — вокал, гитара, бас-гитара, клавишные (1993—н.в.)

### Бывшие участники
- Брюньярд Тристан — бас-гитара (1994—1995)
- Frode «Gonde» Forsmo — бас-гитара (1995—1997)
- Стиан Орстад — клавишные (1996—1999)
- Kenneth «Tjodalv» Åkesson — ударные (1993—1996, 1999—2001)
- Джардар[англ.] — гитара, бэк-вокал (1993—1997, 1999—2003)
- Bjørn Dencker Gjerde — вокал (1995—1996)
- Tony Kirkemo — ударные (1996—1997)
- Jan Roger «Grimar» Halvorsen — ударные (1999—2000)

### Сессионные музыканты
- Джин Хоглан — ударные (1998)
- Håkon «Memnoch» Didriksen — бас-гитара (2000)
- Николас Баркер — ударные (2003)
- Рено Киилерих[англ.] — ударные (2005)
- Питер Вилдоер[англ.] — ударные (2008)